# Episodi di Tutor Hitman Reborn! (quinta stagione)
Questa lista comprende la quinta stagione della serie anime Tutor Hitman Reborn! di Artland, diretto da Kenichi Imaizumi e tratto dall'omonimo manga di Akira Amano.

## Lista episodi
| Nº  | Titolo italiano (traduzione letterale) Giapponese 「Kanji」 - Rōmaji | In onda          | In onda           |
| Nº  | Titolo italiano (traduzione letterale) Giapponese 「Kanji」 - Rōmaji | Giapponese       | Italiano          |
| 102 | Inizio del l'operazione 「作戦開始」 - Sakusen Kaishi | 4 ottobre 2008   | 13 maggio 2024    |
| 102 | Hibari comincia a mettere ko tutti i membri dei Millefiore finiti in trappola. Intanto Tsuna e gli altri entrano nei condotti della base dei Millefiore.                                                                                            |                  |                   |
| 103 | La prima barriera 「第一関門」 - Daiichi Kanmon | 11 ottobre 2008  | 16 maggio 2024    |
| 103 | Tsuna e gli altri vengono bloccati da dei laser nel condotto e sono obbligati ad affrontare il primo avversario. |                  |                   |
| 104 | Il magician del fato 「因縁の魔導師(マジシャン)」 - Innen no Majiishan | 18 ottobre 2008  | 20 maggio 2024    |
| 104 | Il gruppo prosegue nella base dei Millefiore e incontra Ginger Bread, che sembra avere un legame con Lal Mirch. |                  |                   |
| 105 | Rimpianto 「後悔」 - In'nen no Majishan | 25 ottobre 2008  | 23 maggio 2024    |
| 105 | Nel mezzo del combattimento contro Ginger Bread, Lal ricorda il suo passato con Colonnello. |                  |                   |
| 106 | La crescita degli allievi 「教え子たちの成長」 - Oshiego-tachi no Seichō | 1º novembre 2008 | 27 maggio 2024    |
| 106 | Per evitare di essere intrappolati dai Millefiore Tsuna e gli altri devono mettere in atto il piano che avevano provato prima, ma non possono perché Lal Mirch è ferita. Tsuna decide così di distrarre i nemici al suo posto.                      |                  |                   |
| 107 | disperazione assoluta 「絶体絶命」 - zettaizetsumei | 8 novembre 2008  | 30 maggio 2024    |
| 107 | Tsuna riesce a liberarsi dalla presa del Mosca e riprende a combattere. Spanner decide quindi di usare il King Mosca, un robot dieci volte più forte degli altri.                                                                                   |                  |                   |
| 108 | Un Box virile 「漢(おとこ)の匣(ボックス)兵器」 - Otoko no Bokkusu Heiki | 15 novembre 2008 | 3 giugno 2024     |
| 108 | Yamamoto, Gokudera, Ryohei e Lal Mirch raggiungono una stanza in cui trovano Baishana e Nigella che combattono. Nigella è stato sconfitto dalla box arma di Baishana, un serpente ricoperto da fiamme della tempesta.                               |                  |                   |
| 109 | Prigioniero 「囚われ」 - Toraware | 22 novembre 2008 | 6 giugno 2024     |
| 109 | Tsuna si risveglia e scopre di trovarsi insieme a Spanner, che gli dice di averlo nascosto e di aver detto ai Millefiore che è disperso. |                  |                   |
| 110 | Il segreto della base Melone 「メローネ基地の秘密」 - Merōne Kichi no Himitsu | 29 novembre 2008 | 10 giugno 2024    |
| 110 | Ryohei riesce a sconfiggere Baishana e la sua box con una mossa chiamata Maximum Ingram. Intanto Haru è preoccupata per Tsuna e Kyoko per suo fratello.                                                                                             |                  |                   |
| 111 | Il nemico è Testa di Polpo 「敵はタコヘッド」 - teki ha takoheddo | 6 dicembre 2008  | 13 giugno 2024    |
| 111 | Dopo che Irie Shoichi muove la base, Gokudera e Ryohei vengono separati da Yamamoto e Lal Mirch. I primi due incontrano un Millefiore che usa una box animale chiamata Testa di Polpo.                                                              |                  |                   |
| 112 | Trappola di boomerang 「ブーメランの罠」 - Būmeran no Wana | 13 dicembre 2008 | 17 giugno 2024    |
| 112 | Yamamoto si ritrova in un corridoio pieno di tubi, viene attaccato da un membro dei Millefiore con un boomerang. Ce la farà a batterlo anche senza poter usare la katana?                                                                           |                  |                   |
| 113 | Il Fulmine colpisce ancora 「電光、再来」 - Denkō, Sairai | 20 dicembre 2008 | 20 giugno 2024    |
| 113 | Ryohei dopo aver immobilizzato Gokudera inizia a combattere contro Gamma. Intanto Tsuna cerca di scappare, ma viene fermato dall'ologramma di Reborn che gli dice che deve migliorare il suo X-Burner.                                              |                  |                   |
| 114 | Alzati, Guardiano della Tempesta 「嵐の守護者、立つ」 - arashi no shugosha, tatsu | 27 dicembre 2008 | 24 giugno 2024    |
| 114 | Nonostante Ryohei riesca a curarsi con il potere della fiamma del sole, Gamma riesce a sconfiggerlo. Gokudera viene così liberato ed è pronto ad usare la sua nuova tecnica.                                                                        |                  |                   |
| 115 | Sistema C.A.I. 「スィステーマCAI」 - suisuteuma CAI | 10 gennaio 2009  | 27 giugno 2024    |
| 115 | Mentre Tsuna si prepara a migliorare il suo X-Burner, Gokudera ripensa a come ha scoperto l'utilizzo del Sistema C.A.I. |                  |                   |
| 116 | Differenza di determinazione 「覚悟の差」 - kakugo no sa | 17 gennaio 2009  | 1 luglio 2024     |
| 116 | Spanner riesce a convincere Giannini ad accettare di utilizzare le lenti su Tsuna. Intanto Gamma, dopo essere stato colpito da Gokudera, decide di utilizzare la sua box più forte per potenziare le sue volpi.                                     |                  |                   |
| 117 | Il contrattacco della tempesta 「嵐の逆襲」 - Arashi no Gyakushū | 24 gennaio 2009  | 4 luglio 2024     |
| 117 | La box animale di Gokudera, Uri, si è trasformata grazie al canguro di Ryohei. Mentre combatte con Gokudera, Gamma ripensa a quando la sua famiglia è stata separata dai Millefiore.                                                                |                  |                   |
| 118 | La convinzione della principessa 「姫の決意」 - hime no ketsui | 31 gennaio 2009  | 8 luglio 2024     |
| 118 | Genkishi torna ferito alla base dei Giglio Nero, così Uni decide di andare a incontrare Byakuran. |                  |                   |
| 119 | Intervallo tra le battaglie 「戦いの狭間」 - tatakai no hazama | 7 febbraio 2009  | 11 luglio 2024    |
| 119 | Dopo essersi risvegliata, Lal Mirch ripensa a tutto quello che è successo da quando sono entrati nella base dei Millefiore. |                  |                   |
| 120 | Spazio virtuale 「仮想空間」 - Kasō Kūkan | 14 febbraio 2009 | 15 luglio 2024    |
| 120 | Mentre Spanner ripara le lenti a contatto, Tsuna si sottopone ad un allenamento in realtà virtuale con una Mosca. |                  |                   |
| 121 | Due battaglie 「ふたつの戦い」 - futatsuno tatakai | 21 febbraio 2009 | 18 luglio 2024    |
| 121 | Mentre Tsuna comincia a combattere contro il misterioso cubo, Yamamoto incontra Nosaru desideroso di ottenere la rivincita. |                  |                   |
| 122 | Lo spadaccino supremo 「最強の剣士」 - Saikyō no Kenshi | 28 febbraio 2009 | 22 luglio 2024    |
| 122 | Yamamoto entra in una stanza piena d'acqua e incontra Genkishi, lo spadaccino più forte dei Millefiore. Intanto Irie Shoichi comincia a sospettare di Spanner.                                                                                      |                  |                   |
| 123 | Gli insegnamenti dell'imperatore spadaccino 「剣帝の教え」 - tsurugi mikado no oshie | 7 marzo 2009     | 25 luglio 2024    |
| 123 | Genkishi e Yamamoto continuano a combattere, quando la spada di quest'ultimo viene danneggiata. Yamamoto si ricorda così del video del combattimento di Squalo contro Genkishi.                                                                     |                  |                   |
| 124 | nebbia ostruente 「立ちはだかる霧」 - tachi hadakaru kiri | 14 marzo 2009    | 29 luglio 2024    |
| 124 | Chrome è riuscita ad introdursi nella base impersonando uno dei Millefiore. Intanto Yamamoto viene sconfitto da Genkishi dopo aver scoperto che la stanza era un'illusione creata dalla sua box.                                                    |                  |                   |
| 125 | Un nuovo intruso 「さらなる侵入者」 - Kentei no Oshie | 21 marzo 2009    | 1 agosto 2024     |
| 125 | Il colpo finale di Gokudera e Gamma distrugge l'intera stanza. Intanto Reborn e Tsuna scoprono che l'oggetto rotondo è il laboratorio di Shoichi che sta lavorando ad una macchina per viaggiare nel tempo.                                         |                  |                   |
| 126 | Il più forte contro il più forte 「最強vs最強」 - Tachi Hadakaru Kiri | 28 marzo 2009    | 5 agosto 2024     |
| 126 | Hibari comincia a combattere contro Genkishi. Mentre Tsuna si prepara a combattere contro Iris e la sua squadra, Chrome e Kusakabe entrano nella stanza d'allenamento per cercare Gokudera e Ryohei.                                                |                  |                   |
| 127 | Fiore ammaliante 「妖かしの花」 - Ayakashi no Hana | 4 aprile 2009    | 8 agosto 2024     |
| 127 | Hibari usa i suoi ultimi tre anelli per creare una Sfera inversa di aculei, in cui è impossibile usare le box arma. Intanto Tsuna comincia a combattere contro la squadra di Iris.                                                                  |                  |                   |
| 128 | Arriva il capo del Comitato Disciplinare 「風紀委員長、来る」 - Fūki Iinchō, Kuru | 11 aprile 2009   | 12 agosto 2024    |
| 128 | Hibari di 10 anni prima arriva al posto di quello del futuro e attacca Genkishi dopo aver saputo che ha sconfitto Yamamoto. Intanto Iris continua a potenziare i Deathstalk, mettendo Tsuna in difficoltà.                                          |                  |                   |
| 129 | Operation X 「オペレーションX（イクス）」 - opereushon X (ikusu) | 18 aprile 2009   | 15 agosto 2024    |
| 129 | Spanner completa le lenti a contatto e Tsuna si prepara per usare l'X-Burner completo contro Iris e Ginger Bread. |                  |                   |
| 130 | Risoluzione e irritazione 「覚悟とムカツキ」 - kakugo to mukatsuki | 25 aprile 2009   | 19 agosto 2024    |
| 130 | Tsuna ha sconfitto Iris e Ginger Bread grazie al X-Burner completo. Intanto Hibari viene salvato da Gokudera e grazie al consiglio di Kusakabe riesce ad usare la fiamma dell'anello.                                                               |                  |                   |
| 131 | Fuori controllo 「暴走」 - Bōsō | 2 maggio 2009    | 22 agosto 2024    |
| 131 | Quando Hibari usa la box arma, il porcospino inizia ad essere ubriaco dalla fiamma. Dopo aver accidentalmente ferito Hibari impazzisce e comincia ad espandersi per tutta la base.                                                                  |                  |                   |
| 132 | Ultimo blocco di difesa 「最終防衛区画」 - Saishū Bōē Block | 9 maggio 2009    | 26 agosto 2024    |
| 132 | Tsuna insieme a Spanner cerca di raggiungere il laboratorio di Shoichi, che però ha preparato una serie di trappole per impedirgli di arrivare. |                  |                   |
| 133 | La mossa della svolta 「逆転への一手」 - gyakuten heno itte | 16 maggio 2009   | 29 agosto 2024    |
| 133 | Genkishi ingaggia un combattimento con Tsuna usando un anello infernale, un'armatura e una spada speciale. Tsuna è in svantaggio perché non gli è rimasta molta energia avendo già usato l'X-Burner.                                                |                  |                   |
| 134 | Il cavaliere infernale 「地獄の騎士」 - jigoku no kishi | 23 maggio 2009   | 2 settembre 2024  |
| 134 | Genkishi si ricorda di quando Byakuran gli ha ordinato di uccidere tutti i Giglio Nero, ma è stato intimidito dagli occhi di Uni. Decide così di ottenere più potere dall'anello infernale trasformandosi in una figura scheletrica.                |                  |                   |
| 135 | Arrivo 「到達!!」 - Tōtatsu | 30 maggio 2009   | 5 settembre 2024  |
| 135 | Tsuna sconfigge Genkishi grazie all'X-Burner completo. Arrivato al laboratorio incontra Shoichi che gli mostra di aver catturato tutti i suoi amici.                                                                                                |                  |                   |
| 136 | Verità rivelata 「明かされる真実」 - Akasareru Shinjutsu | 6 giugno 2009    | 9 settembre 2024  |
| 136 | Shoichi addormenta le Cervello e rivela a Tsuna di stare dalla loro parte e che tutto quello che è successo era un piano organizzato da lui, il futuro Tsuna e il futuro Hibari per sconfiggere Byakuran.                                           |                  |                   |
| 137 | Scontro chiave in Italia 「イタリア主力戦」 - Italia Shuryoku Sen | 13 giugno 2009   | 12 settembre 2024 |
| 137 | I Varia dopo aver conquistato il castello devono difendersi dall'attacco dei Millefiore. I Varia si dividono in tre gruppi: Squalo da solo, Lussuria e Levi, e Belphegor con un nuovo membro di nome Fran.                                          |                  |                   |
| 138 | Principi gemelli 「双子の王子」 - Futago no Ōji | 20 giugno 2009   | 16 settembre 2024 |
| 138 | Seil rivela a Belphegor di essere una delle Sei Corone Funebri e di essere sopravvissuto al suo tentativo di ucciderlo. |                  |                   |
| 139 | Ruggito furibondo 「怒りの咆哮」 - Ikari no Hōko | 27 giugno 2009   | 19 settembre 2024 |
| 139 | Si scopre che i corpi di Belphegor e Fran erano solo delle illusioni create da quest'ultimo, che voleva vedere chi era più forte tra Xanxus e Seil. Olgelt usa il suo elefante contro Xanxus, ma il boss dei Varia lo ferma senza neanche muoversi. |                  |                   |
| 140 | Un altro cielo 「もう一つの大空」 - Mō Hitotsu no Ōzora | 4 luglio 2009    | 23 settembre 2024 |
| 140 | Xanxus fa tornare Bester nella sua box e avvisa Seil che li ucciderà a meno che non facciano venire lì Byakuran. |                  |                   |